# Zosterornis
Zosterornis (лат.) — род воробьиных птиц из семейства белоглазковых (Zosteropidae). Его восстановили из рода стахирисов (Stachyris) семейства тимелиевых по результатам исследований Moyle и коллег в 2009 году. Некоторые исследователи, однако, до сих пор включают его в семейство тимелиевых.
Все входящие в род виды пернатых являются эндемиками Филиппин.

## Классификация
Международный союз орнитологов относит к роду 5 видов:
- Zosterornis hypogrammicus (Salomonsen, 1961) — Палаванский стахирис
- Zosterornis latistriatus (Gonzales & Kennedy, 1990)
- Zosterornis nigrorum (Rand & Rabor, 1952) — Черноватый стахирис
- Zosterornis striatus Ogilvie-Grant, 1894 — Полосатый стахирис
- Zosterornis whiteheadi Ogilvie-Grant, 1894 — Очковый стахирис